# André Léveillé (homme politique)
André Léveillé (né le 11 août 1933 à Montréal et mort le 18 janvier 2017) est un homme politique québécois. Il fut député de la circonscription de Maisonneuve pour l'Union nationale de 1966 à 1970.
Après avoir fait partie de la milice des Forces armées canadiennes de 1952 à 1954, André Léveillé suit une formation en comptabilité et travaille comme comptable dans différentes entreprises montréalaises. Il s'impliquera auprès de la FTQ à partir de 1963, d'abord en tant que représentant syndical du Conseil du travail de Montréal, puis en tant que Secrétaire exécutif de 1966 à 1967. Après le décès du premier ministre Daniel Johnson, il sera candidat à la chefferie du parti, le 21 juin 1969, puis à nouveau, après le retrait de Jean-Jacques Bertrand, le 19 juin 1971.
En 1972, il étudie en courtage à la Corporation des courtiers en immeubles du Québec. Il travaille ensuite comme commissaire à l'assermentation pour tous les districts judiciaires du Québec de 1973 à 1978 et comme conseiller spécial au bureau du président de la Commission des transports du Québec de 1976 à 1983. Il fonde en 1983 les Éditions F. A. qu'il présidera jusqu'à la fondation d'un nouveau parti politique, le Parti du progrès, le 11 octobre 1985. Il quittera rapidement ce parti et sera nommé chef intérimaire de l'Union nationale, le 28 octobre 1985. À l'élection de 1985, il se présente comme candidat dans la circonscription de Maisonneuve. Ne remportant pas le siège, il démissionnera de son poste de chef intérimaire, le 7 décembre 1985.
En 1989, il rejoint les rangs du Parti libéral.
André Léveillé a ensuite été directeur de Profil international ltée de 1989 à 1990 puis travaillé au Festival de Hong Kong, en 1992.